# Luigi Fagioli
Luigi Cristiano Fagioli, detto Gigi (Osimo, 9 giugno 1898 – Monte Carlo, 20 giugno 1952), è stato un pilota automobilistico italiano.

## La carriera
Appena ventenne, dopo essersi trasferito da qualche anno a Gubbio, non sapendo resistere al fascino della velocità si mise alla guida di una moto Borgo con cui disputò, vincendo, diverse gare italiane. Fu solo in seguito ad un incidente motociclistico e alle pressioni del padre che si decise a passare alla carriera automobilistica.
Nel 1925 debutta con una Salmson GP (auto francese) che, dopo una serie altalenante tra risultati da podio e qualche ritiro, porta alla prima vittoria di classe (4ª posizione assoluta) nel Gran Premio Perugino del Turismo corso nel 1926.
Tra il 1926 e 1927 disputa ventisette gare con la Salmson che poi lascia per una Maserati Tipo 26 M assistita Casa con la quale correrà fino al 1933. Le ventidue presenze sui campi di gara marcate nel 1928 con la Salmson SS e la Maserati, unite ai risultati raccolti al circuito di Caserta, a Modena, sul circuito delle Tre Fontane, sul Circuito di Rimini, alla Coppa Abruzzo, a Senigallia, al circuito di Avellino, sulla salita di Tolentino, alla Coppa Leonardi da sole rappresentano il valore e le capacità sportive possedute dal campione che da quel momento viene diviso in un sano campanilismo tra la città natale di Osimo e di Gubbio.
Tra il 1929 e il 1932, raccogliendo venti risultati assoluti e diciotto da podio di categoria, risponde per ben sessantatré volte all'appello sui campi di gara. I primi sei mesi del 1933, che mortificano la voglia di correre ed il coraggio di Fagioli, sono segnati da ben sei ritiri consecutivi che spingono il pilota a lasciare la Maserati per andare alla ricerca di una nuova vettura; a questo proposito gli viene in aiuto Enzo Ferrari che, avendo rotto i rapporti di collaborazione con Nuvolari e Borzacchini, lo chiama a far parte della Scuderia mettendogli a disposizione la potente Alfa P3 con la quale, in soli tre mesi, Fagioli conquista il titolo di Campione italiano.
L'anno successivo, convinto da un allettante ingaggio economico, lascia Ferrari per passare alla guida della Mercedes-Benz con la quale rimane per tre anni conseguendo diverse vittorie: nel 1934 vince la Coppa Acerbo a Pescara, il GP d'Italia a Monza e il GP di Spagna a San Sebastian, mentre nel 1935 trionfa al GP di Monaco, all'AVUS (Berlino) e al GP di Barcellona (Montjuich) diventando vicecampione d'Europa Grand Prix dietro al compagno-rivale Rudolf Caracciola.
Nel 1937 guida per l'Auto Union fino ad un temporaneo ritiro alle corse a causa di una sciatica, pausa che si allunga forzatamente per lo scoppio della seconda guerra mondiale.

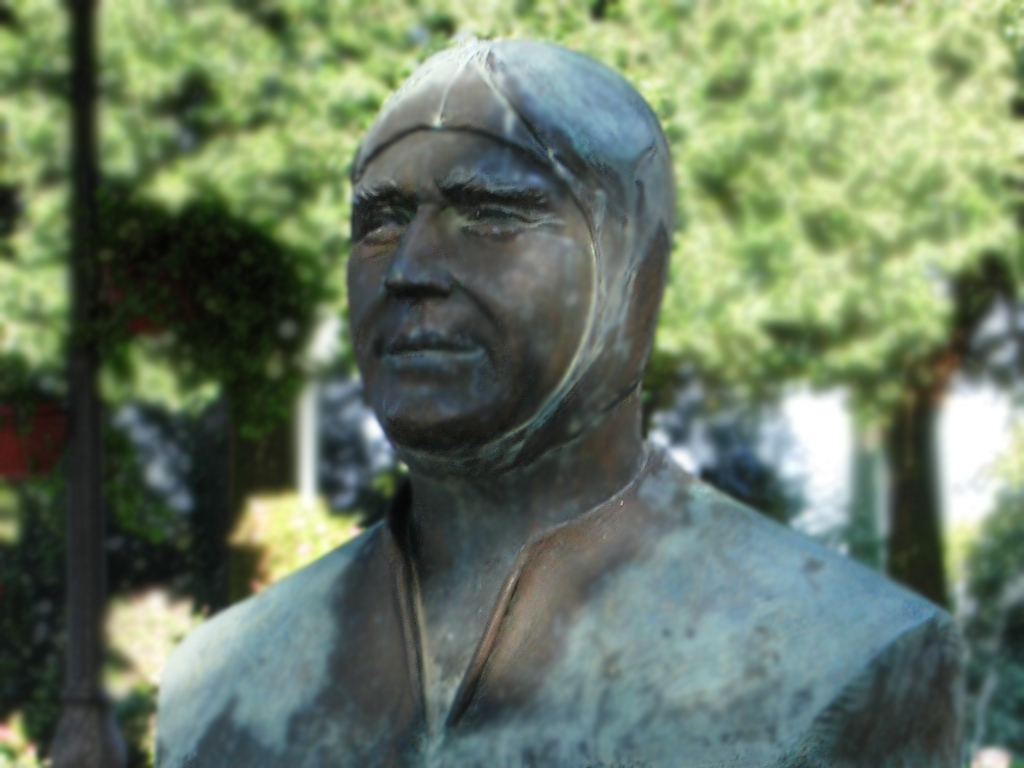
Busto presente ad Osimo dedicato a Luigi Fagioli

Nel 1947 ritorna alle corse alla guida di una FIAT Monaci di 1100 cm³ mentre nel periodo dal 1949 al 1951 avendo tra le mani una OSCA 1100 cm³ la conduce sulle strade della penisola, salvo quattro sfortunati ritiri, sempre sul podio della categoria. Tra i risultati più importanti sul palmarès, tra gli altri, ci sono il Circuito di Pescara, il Giro delle Calabrie, la Mille Miglia, il Gran Premio di Roma, il Circuito di Napoli, la Coppa d'Oro di Sicilia, il circuito di Posillipo.
Nel 1950, alternandosi alla guida dell'OSCA, partecipa al primo Campionato del Mondo di Formula 1 sale nell'abitacolo di una delle tre rosse Alfa Romeo 158 ("Alfetta F1"), insieme a Nino Farina e Juan Manuel Fangio, dando vita al mitico terzetto delle "3 F", le tre Alfa arriveranno prime in classifica finale, primo Farina, secondo Fangio e terzo Fagioli (finito a soli 3 punti da Farina).
L'anno successivo, aggiungendo ai risultati già ottenuti importanti vittorie di categoria, partecipa alla sua ultima gara di Formula 1, in Francia, sempre alla guida dell'Alfa Romeo. Qui Fagioli coglie la sua prima e unica vittoria in Formula 1, condivisa con il compagno Fangio, a cui aveva ceduto la vettura a metà gara. Il trionfo, arrivato alla bellezza di 53 anni, rende ancora oggi Fagioli il più anziano vincitore di un Gran Premio di Formula 1.
Nel 1952, dopo essere passato nella squadra della Lancia, coglie uno spettacolare successo giungendo terzo assoluto e primo di categoria alla Mille Miglia guidando una Lancia Aurelia B20; il 31 maggio dello stesso anno rimane ferito in un incidente nel corso delle prove ufficiali del GP di Monaco per vetture GT, alla guida della Lancia B20. Con questo incidente si conclude una splendida carriera segnata da 204 presenze sui campi di gara.
Fagioli muore il 20 giugno in conseguenza delle ferite riportate nell'incidente di Monaco.
In sua memoria si è corsa per otto edizioni (dal 1953 al 1966) la cronoscalata "Coppa Luigi Fagioli" ad Osimo, sua città natale, valida nelle ultime edizioni anche per il Campionato Italiano. Dal 1966 si corre annualmente a Gubbio (dove risiedette per circa trent'anni) il "Trofeo Luigi Fagioli", prova valida per il Campionato italiano velocità montagna per auto moderne. È citato nella canzone Nuvolari di Lucio Dalla.
È stato sepolto  nella cappella di famiglia nel cimitero di Osimo.

## Risultati

### Formula 1
| 1950 | Scuderia   | Vettura |   |     |  |   |   |   |   |  | Punti   | Pos. |
| ---- | ---------- | ------- | - | --- |  | - | - | - | - |  | ------- | ---- |
| 1950 | Alfa Romeo | 158     | 2 | Rit |  | 2 | 2 | 2 | 3 |  | 24 (28) | 3º   |

| 1951 | Scuderia   | Vettura |  |  |  |   |  |  |  |  | Punti | Pos. |
| ---- | ---------- | ------- |  |  |  | - |  |  |  |  | ----- | ---- |
| 1951 | Alfa Romeo | 159B    |  |  |  | 1 |  |  |  |  | 4     | 11º  |

| Legenda | 1º posto     | 2º posto | 3º posto    | A punti         | Senza punti/Non class.  | Grassetto – Pole position Corsivo – Giro più veloce |
| Legenda | Squalificato | Ritirato | Non partito | Non qualificato | Solo prove/Terzo pilota | Grassetto – Pole position Corsivo – Giro più veloce |

### Campionato europeo di automobilismo
| 1931    | Scuderia                  | Vettura                                                 | ITA | FRA | BEL   |     |     |     |     | Punti | Posizione |
| ------- | ------------------------- | ------------------------------------------------------- | --- | --- | ----- | --- | --- | --- | --- | ----- | --------- |
| 1931    | Officine Alfieri Maserati | Maserati 26M                                            |     | Rit |       |     |     |     |     | 22    | 26º       |
| 1932    | Scuderia                  | Vettura                                                 | ITA | FRA | GER   |     |     |     |     | Punti | Posizione |
| 1932    | Officine Alfieri Maserati | Maserati V5                                             | 2   |     |       |     |     |     |     | 18    | 7º        |
| 1935    | Scuderia                  | Vettura                                                 | MON | FRA | BEL   | GER | SVI | ITA | SPA | Punti | Posizione |
| 1935    | Daimler-Benz AG           | Mercedes-Benz W25 Mercedes-Benz W25B Mercedes-Benz W25A | 1   | 4   | 2     | 6   | 2   | Rit | 2   | 22    | 2º        |
| 1936    | Scuderia                  | Vettura                                                 | MON | GER | SVI   | ITA |     |     |     | Punti | Posizione |
| 1936    | Daimler-Benz AG           | Mercedes-Benz W25K                                      | Rit | 5   | Rit/4 |     |     |     |     | 26    | 15º       |
| 1937    | Scuderia                  | Vettura                                                 | BEL | GER | MON   | SVI | ITA |     |     | Punti | Posizione |
| 1937    | Auto Union                | Auto Union C                                            |     |     |       | 7   |     |     |     | 36    | 26º       |
| Legenda |                           |                                                         |     |     |       |     |     |     |     |       |           |

N.B. Le gare in grassetto indicano una pole position mentre quelle in corsivo indicano il giro più veloce in gara.

### Gran Premi di automobilismo
| 1933    | Scuderia         | Vettura                            | MON | FRA | BEL | ITA | SPA   |     | Posizione |
| ------- | ---------------- | ---------------------------------- | --- | --- | --- | --- | ----- | --- | --------- |
| 1933    | Pilota privato   | Maserati 8C 3000                   | Rit | -   | -   | -   | -     |     | 3º        |
| 1933    | Scuderia Ferrari | Alfa Romeo P3 Alfa Romeo Tipo B/P3 | -   | -   | -   | 1   | 2     |     | 3º        |
| 1934    | Scuderia         | Vettura                            | MON | FRA | GER | BEL | ITA   | SPA | Posizione |
| 1934    | Daimler-Benz AG  | Mercedes-Benz W25                  |     | Rit | 2   | NP  | Rit/1 | 1   | 3º        |
| 1948    | Scuderia         | Vettura                            | MON | SVI | FRA | ITA | GBR   |     | Posizione |
| 1948    | Scuderia Milano  | Maserati 4CL                       |     | Rit |     |     |       |     | -         |
| 1949    | Scuderia         | Vettura                            | GBR | BEL | SVI | FRA | ITA   |     | Posizione |
| 1949    | Luigi Platé      | Talbot-Lago 700                    |     |     |     | NP  |       |     | -         |
| Legenda |                  |                                    |     |     |     |     |       |     |           |

### Mille Miglia
| Anno    | Scuderia       | Costruttore | Vettura               | Numero | Categoria    | Classe | Co-Pilota       | Risultato di classe | Risultato assoluto |
| ------- | -------------- | ----------- | --------------------- | ------ | ------------ | ------ | --------------- | ------------------- | ------------------ |
| 1927    | Pilota privato | Salmson     | Salmson 1100          | 60     | ?            | 1.1    | Lanzi           | Rit                 | Rit                |
| 1928    | Pilota privato | Salmson     | Salmson 1100          | 12     | Sport        | S 1.1  | G. Lauri        | Rit                 | Rit                |
| 1929    | Pilota privato | Salmson     | Salmson 1100          | 2      | Sport        | S 1.1  | G. Pecoraro     | Rit                 | Rit                |
| 1930    | Pilota privato | Salmson     | Salmson 1100          | 58     | Sport        | S 1.1  | G. Lauri        | Rit                 | Rit                |
| 1949    | Pilota privato | Fiat        | Fiat 1100S Berlinetta | 424    | Sport        | S 1.1  | Pino Leopardi   | 6º                  | 11º                |
| 1950    | OSCA           | OSCA        | Osca MT4 1100         | 540    | Sport        | S 1.1  | G. Diotallevi   | 1º                  | 7º                 |
| 1951    | Luigi Fagioli  | OSCA        | Osca MT4 1100         | 243    | Sport        | S 1.1  | Vincenzo Borghi | 1º                  | 8º                 |
| 1952    | Pilota privato | Lancia      | Lancia Aurelia B20    | 437    | Gran Turismo | GT 2.0 | Vincenzo Borghi | 1º                  | 3º                 |
| Legenda |                |             |                       |        |              |        |                 |                     |                    |